# Hamburger-Menü-Icon

Hamburger-Menü-Symbol
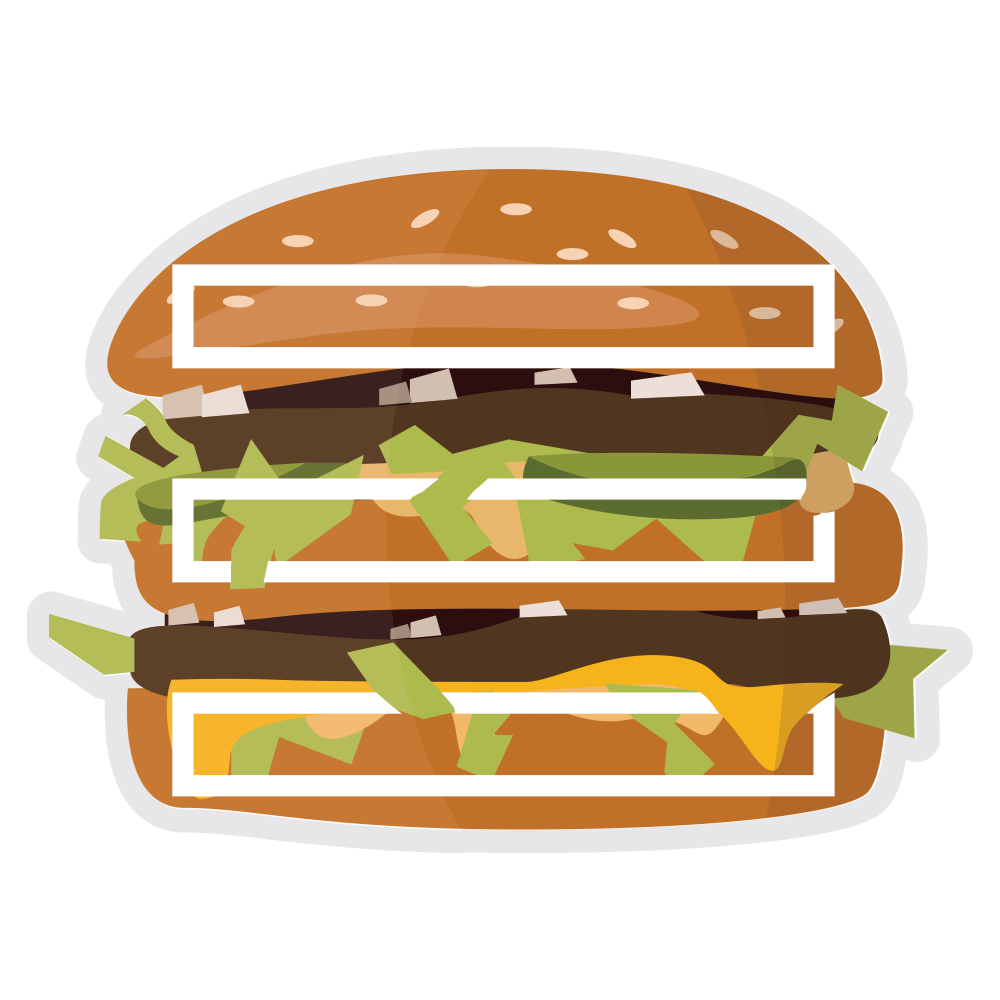
Hamburger aus den zwei Hälften eines Hamburger-Brötchens (Buns) und Belag

Das Hamburger-Menü-Symbol ist ein Computer-Symbol mit drei waagerechten Strichen, das für eine Schaltfläche zum Öffnen und Schließen eines Menüs benutzt wird. Das Symbol kann mit den drei Lagen eines Hamburgers assoziiert werden.

## Geschichte
Das Hamburger-Menü-Symbol fand sich 1981 im Xerox Star, einer der ersten Workstations mit grafischer Benutzeroberfläche. Der Designer Norm Cox war damals für die grafische Gestaltung des Systems einschließlich der Symbole verantwortlich. 1985 übernahm es Microsoft in Windows 1.0.

## Verwendung

Umrahmtes Hamburger-Menü-Symbol nach IEC 60417, wie es auf Tastaturen für die Menü-Taste verwendet wird.

Das Hamburger-Menü-Symbol wird zunehmend in Webseiten verwendet, um das Problem mit kleinen Bildschirmen bei mobilen Geräten (Smartphones, Tablets etc.) und dem dadurch geringeren Platz für die Navigation zu lösen. Trotz der leichten Erkennbarkeit ist dieses Element unter Webdesignern umstritten; Nachteile, die oft genannt werden, sind das Verstecken der Optionen und der damit verbundene Mehraufwand eines weiteren Klicks, um den gewünschten Punkt im Menü zu erreichen.
Bei einigen Desktop-Anwendungsprogrammen, beispielsweise in Firefox und Thunderbird, ersetzt das Hamburger-Menü-Symbol die Menüleiste (unter Windows) bzw. dient zum Aufruf eines Menüs (MacOS). In Windows 10 wurde es ab dem Anniversary Update im August 2016 innerhalb des Startmenüs wieder benutzt. Unter Linux gibt es Benutzeroberflächen mit Fokus auf Platzsparsamkeit, die das Konzept auf allen Arten von Geräten konsequent umsetzen – beispielsweise Unity; in diesem Fall wird allerdings ein Zahnrad-Symbol verwendet.

## Unicode
Die Unicode-Zeichen ☰ (U+2630; TRIGRAM FOR HEAVEN) und ≡ (U+2261; IDENTICAL TO) sind dem Hamburger-Menü-Symbol ähnlich und können als Ersatz verwendet werden. In HTML werden sie durch „&#x2630;“ und „&#x2261;“ dargestellt. Das Zeichen kann noch weiter zur Vertikalen Ellipse (Punktreihe) ⁝ minimiert werden.

## Beispiele

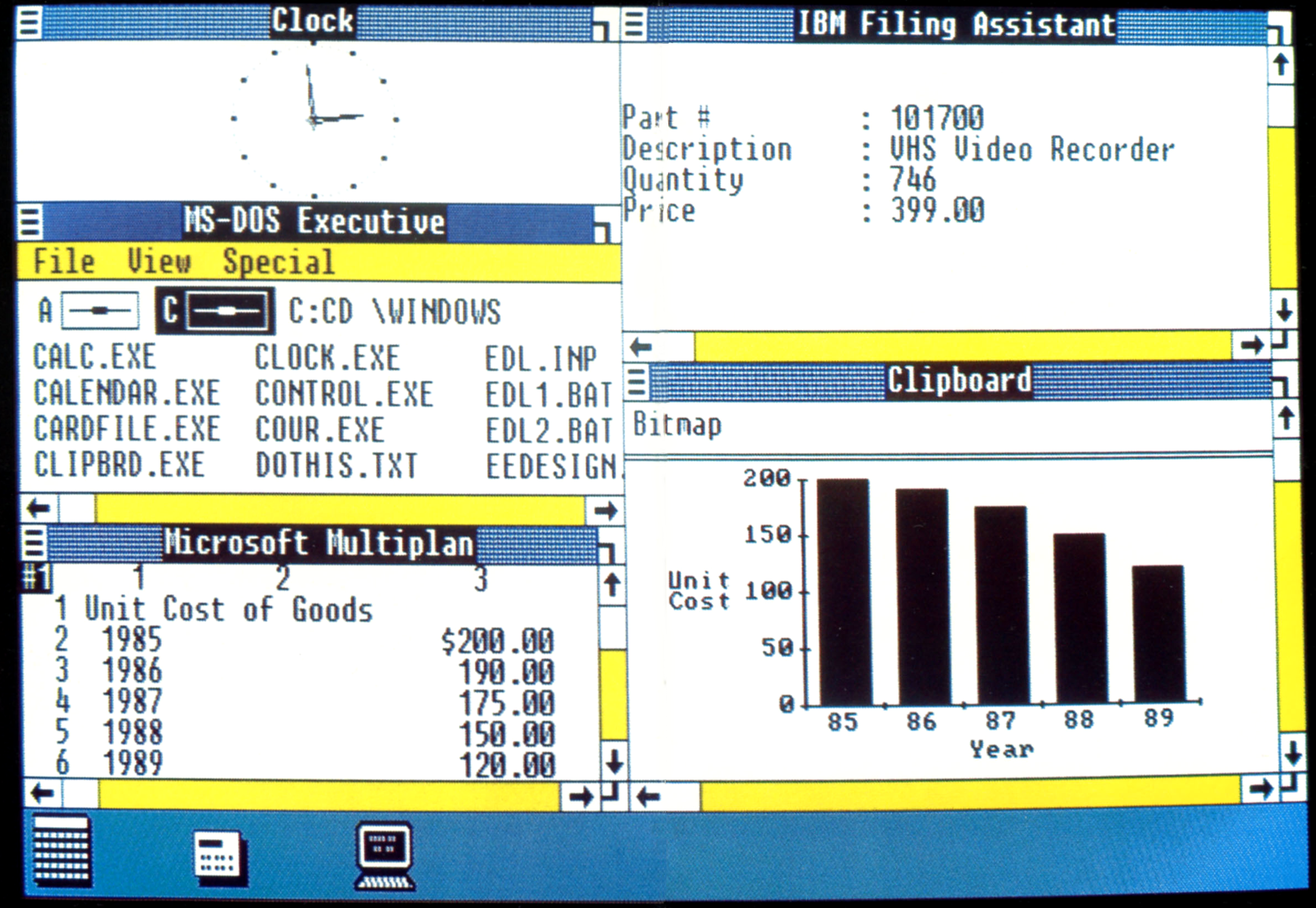
Windows 1.0 mit mehreren geöffneten Fenstern
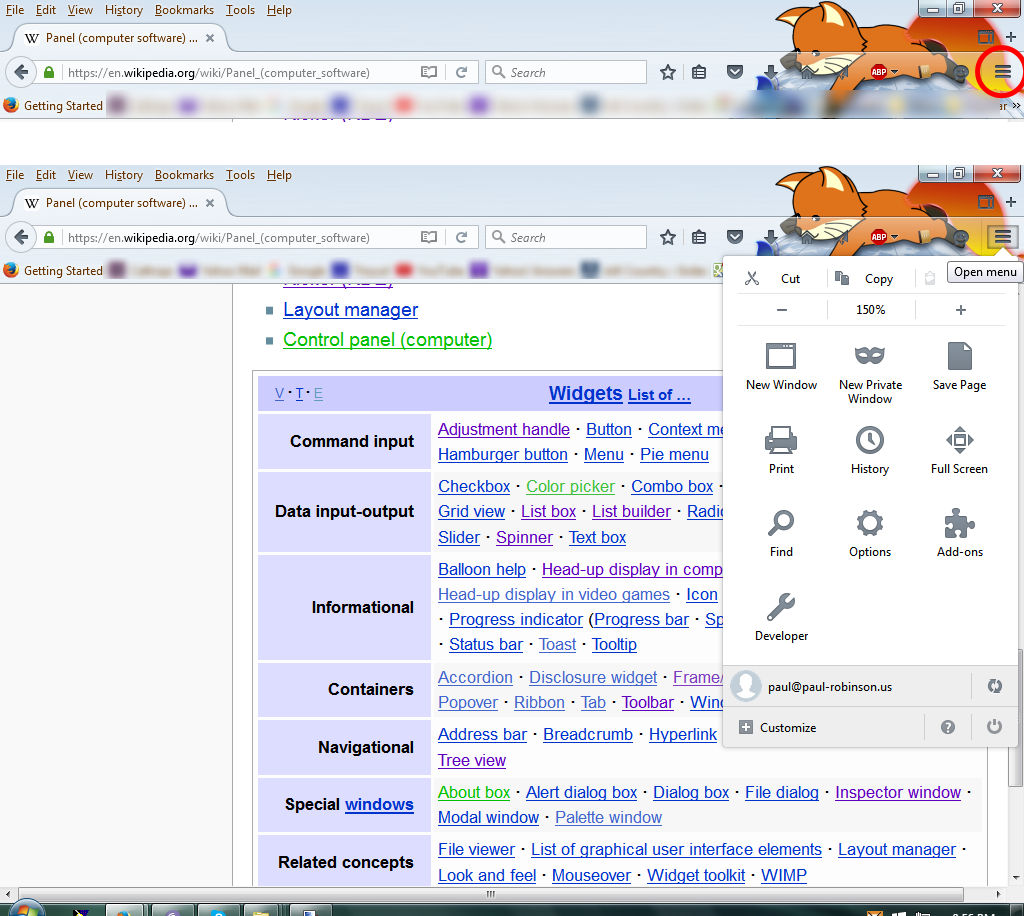
Menü-Schaltfläche von Firefox
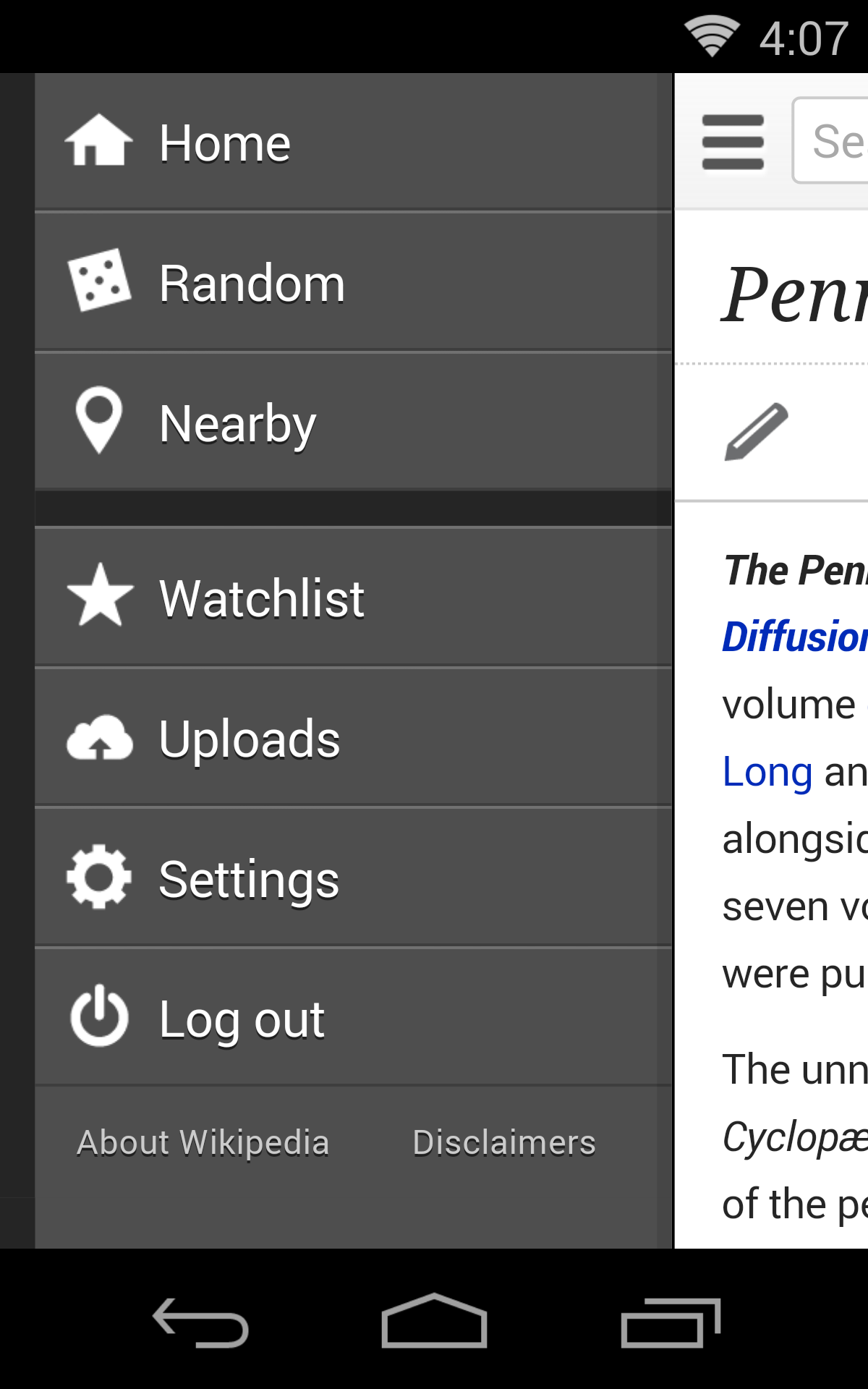
Wikipedia-App mit geöffnetem Menu